# Aphididae

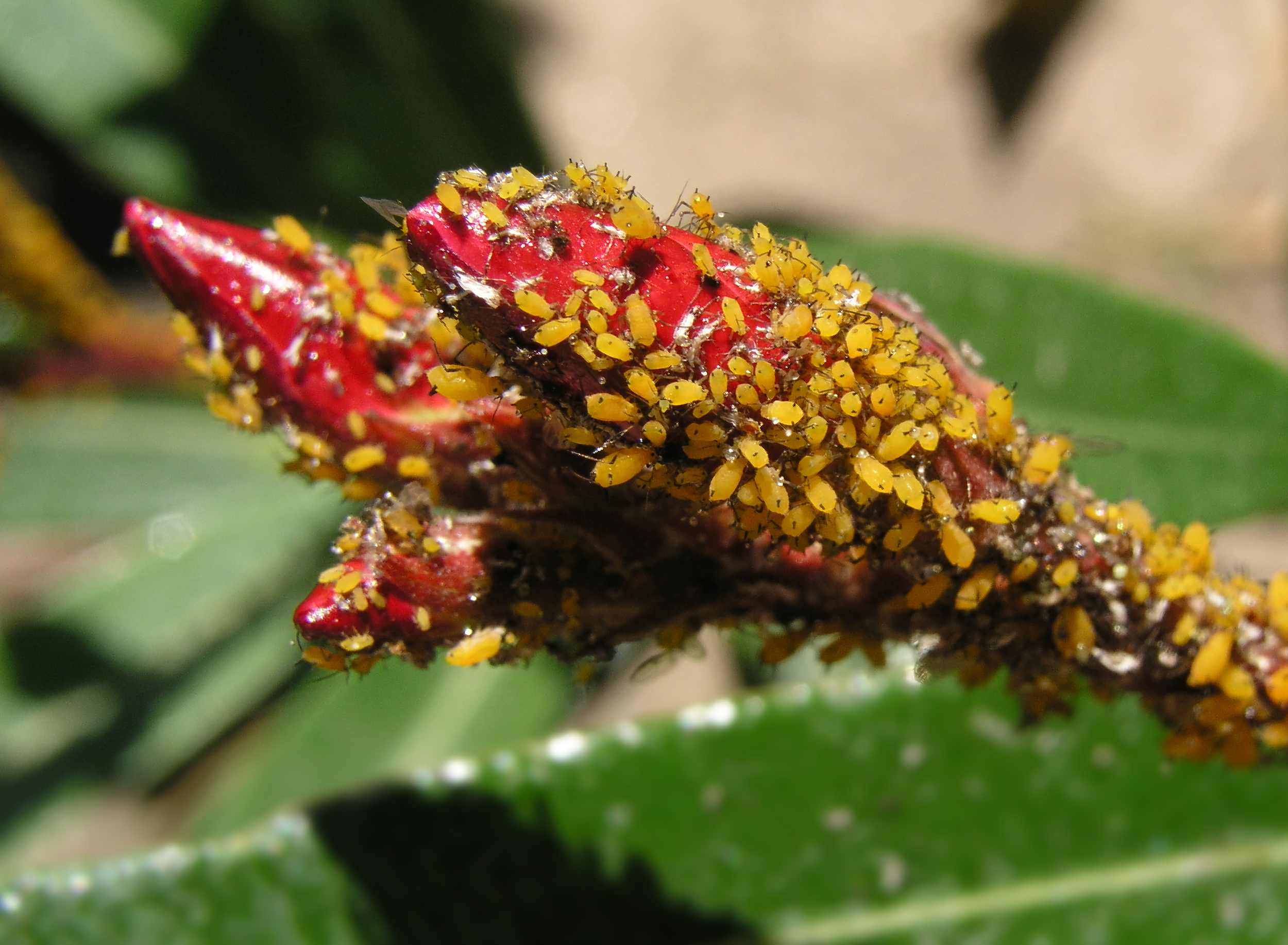
Hembras ápteras de Aphis nerii sobre capullos de su especie huésped, la adelfa (Nerium oleander). Destacan los sifones negros contra su cuerpo amarillo.

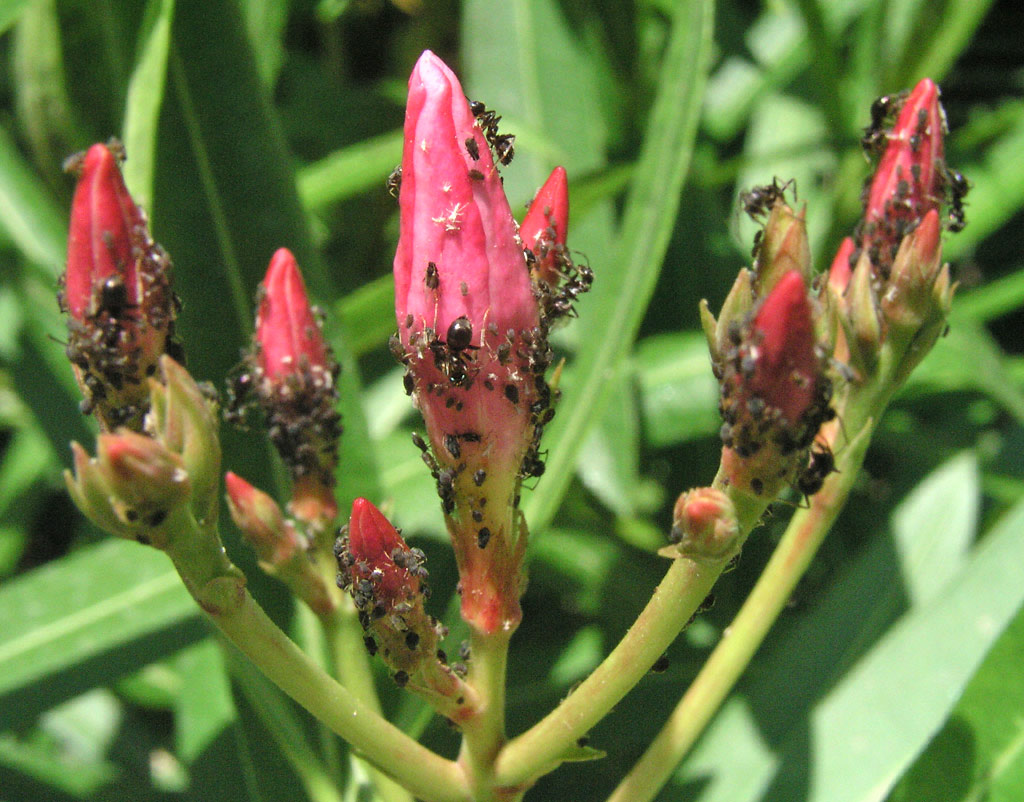
Hormigas cuidando pulgones.

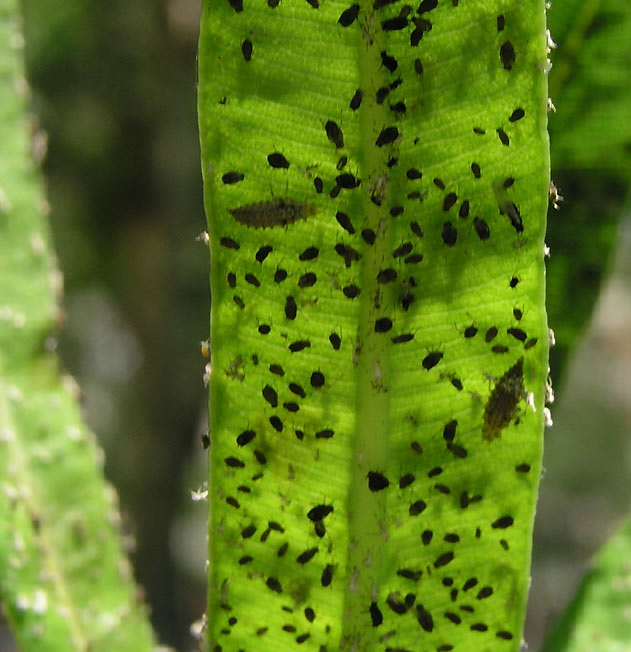
Larvas de crisopa, un neuróptero, especializadas en predar pulgones.

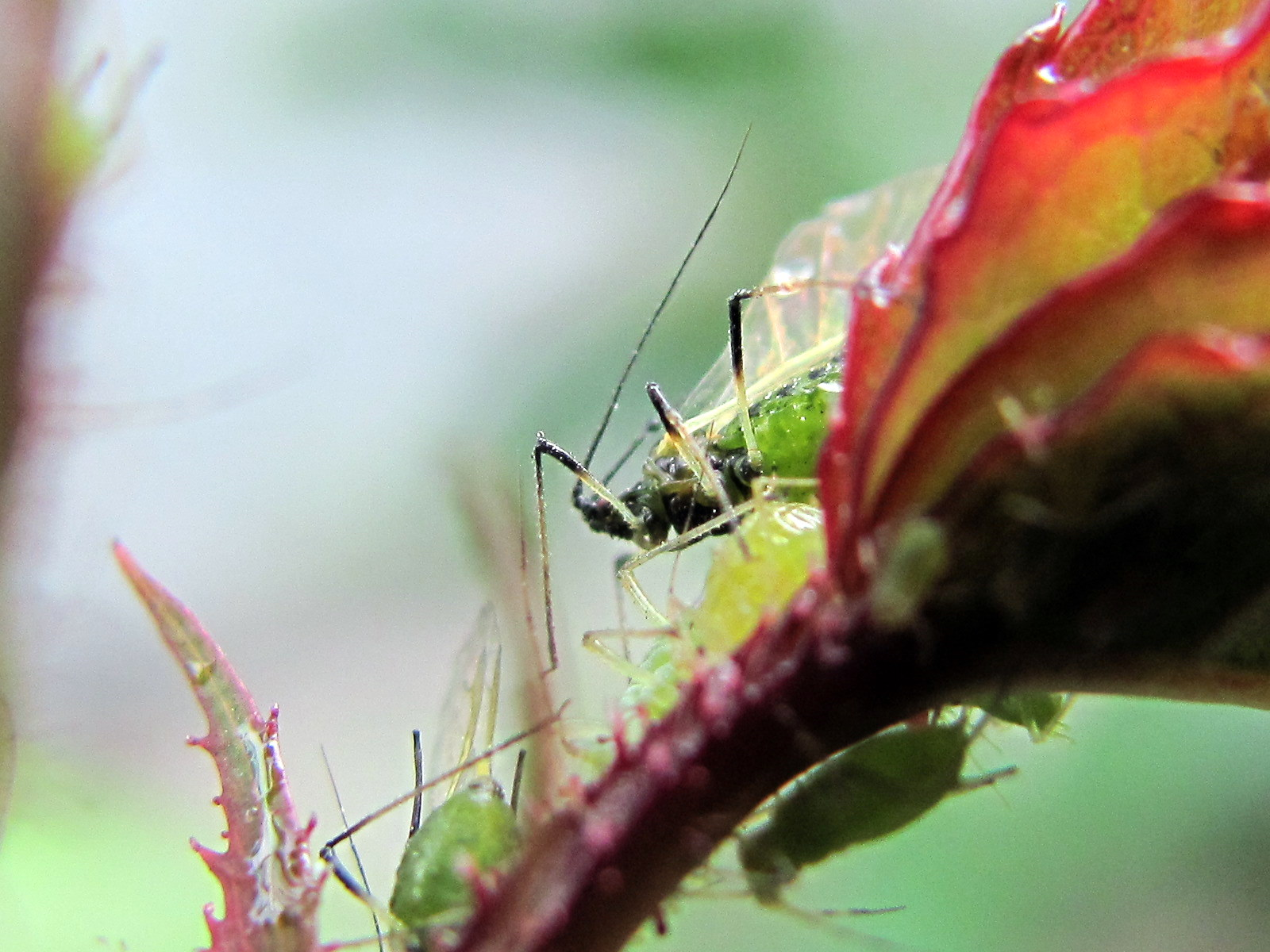
Pulgones alados y ápteros.

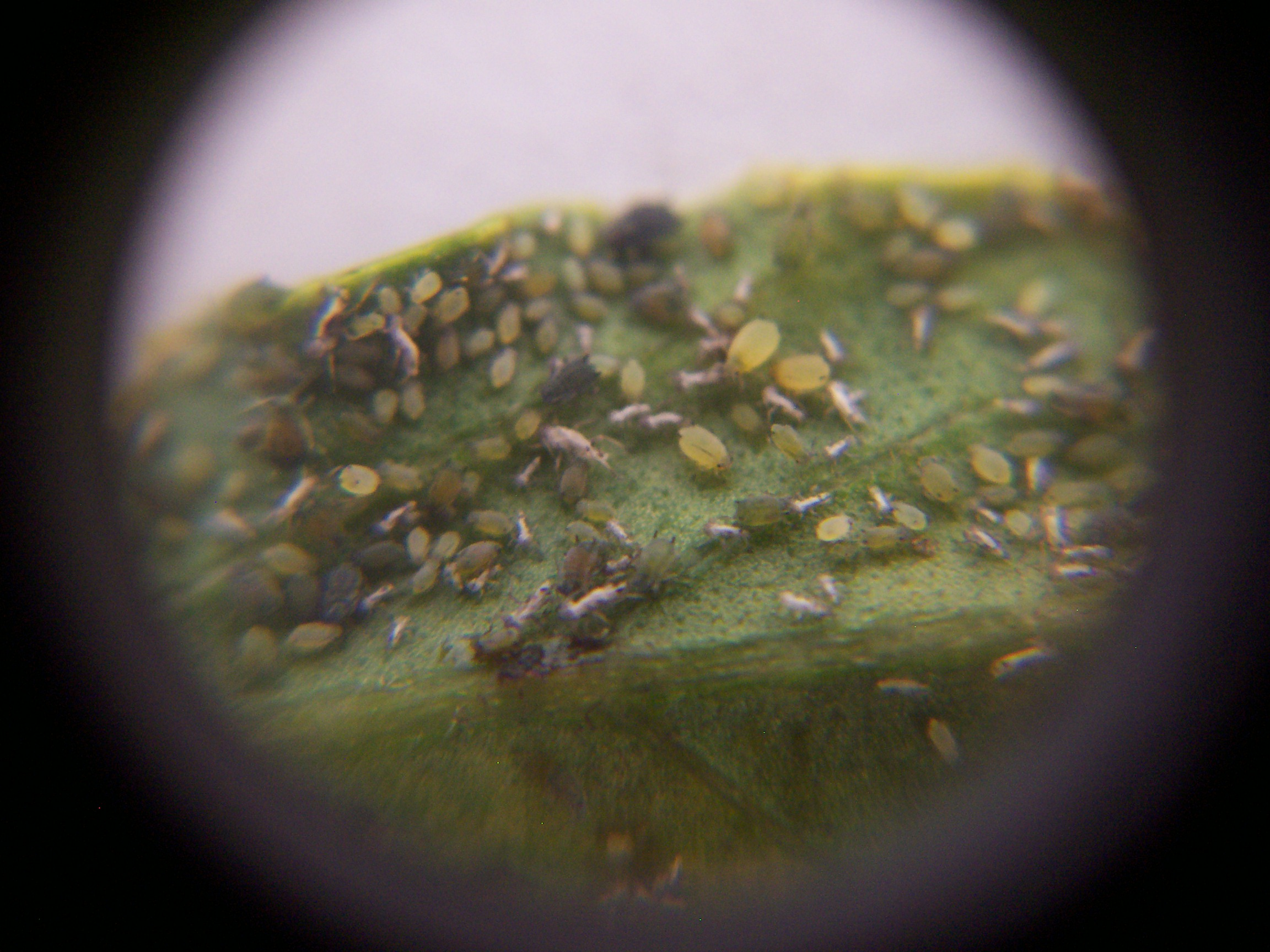
Grupo de áfidos sobre una hoja de Hibiscus rosasinensis. Nótese los restos de las mudas de los áfidos que tiene color blanco.

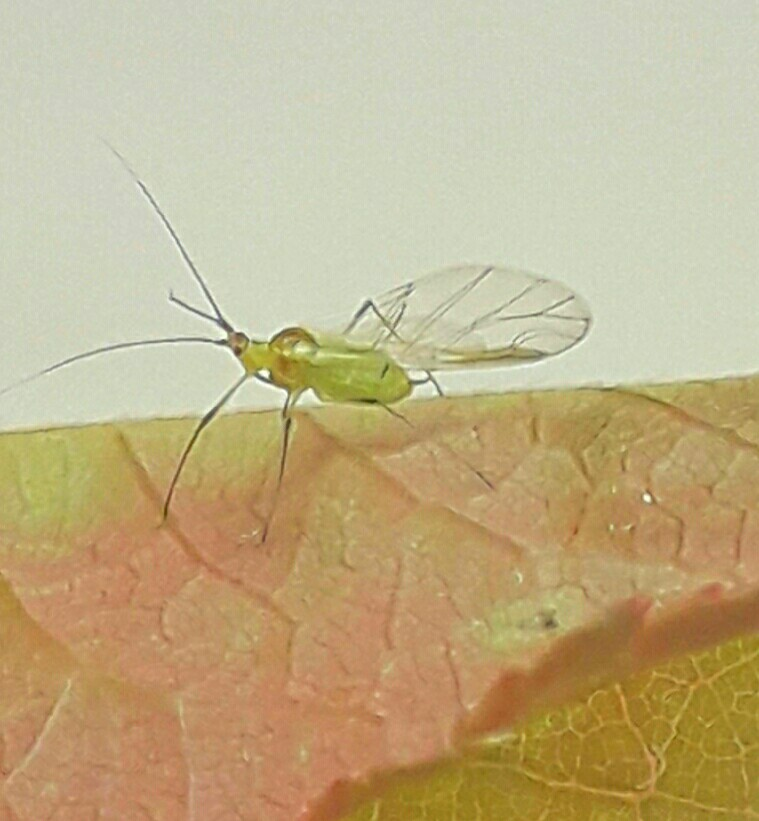
Áfido alado

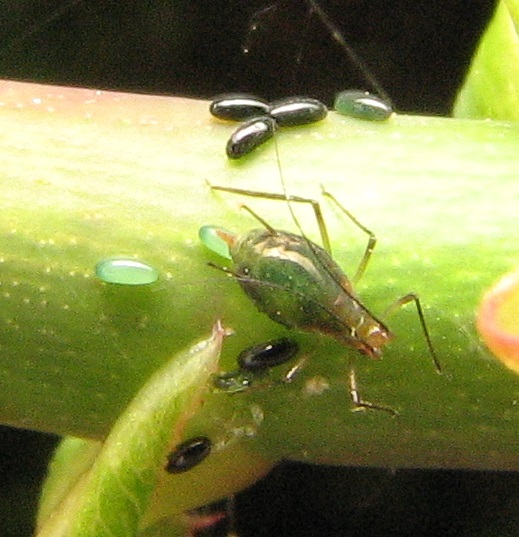
Macrosiphum depositando huevos en un rosal

Aphididae (castellanizado como afídidos o áfidos) es una familia de insectos hemipteros encuadrada en el suborden Sternorrhyncha. Es la única familia viviente de la superfamilia Aphidoidea. Pequeños y de morfología poco variada, son conocidos como pulgones, pero no están relacionados taxonómicamente con las pulgas que pertenecen a otro orden. Se alimentan de plantas, a las que parasitan. Algunos son vectores de virus.
Se originaron en el Cretácico, hace 100 millones de años. La subfamilia más numerosa es Aphidinae, con aproximadamente la mitad de las 4700 especies descritas.
Algunas especies producen agallas en las plantas (ejemplos: Hormaphis hamamelidis de la subfamilia Hormaphidinae y Pemphigus spp., de la subfamilia Eriosomatinae).

## Características
Son pequeños (no más de pocos milímetros), de colores variados, sobre todo verdes, amarillos o negros, a veces con manchas o motas, más a menudo lisos. El cuerpo es ovoidal, sin distinción patente de sus tres regiones (cabeza, tórax y abdomen). Pueden ser, dentro de una misma especie, ápteros (sin alas) o alados. En este caso tienen dos pares de alas membranosas, relativamente pequeñas, siempre mucho más grandes las anteriores, transparentes, dotadas de un borde de ataque engrosado y generalmente marcado por un estigma o mancha, que colocan en posturas diversas, a menudo erectas, durante el reposo. 
Cuerpo blando de forma piriforme. Antenas 4 a 6 segmentadas, segmento terminal delgado. Tres ocelos. Tarsómero basal pequeño. Alas anteriores, si presentes, con una vena compuesta paralela al margen costal terminado en un terostigma; alas posteriores usualmente con una vena longitudinal y dos venas oblicuas; en reposo mantienen en techo de dos aguas.
Al final del abdomen los áfidos presentan dos sifones o cornículos, pequeños apéndices erectos de posición dorsal que apuntan hacia atrás o hacia arriba, por los que vierten sustancias que repelen a sus depredadores naturales.  También producen una secreción azucarada por el ano producto de la digestión que poseen. Algunos áfidos han desarrollado una relación simbiótica con hormigas, que no solo los toleran sobre las plantas, sino que los protegen de sus depredadores especializados, como las mariquitas, a cambio de la secreción de mielecilla de forma natural, que les sirven de alimento. También las abejas pueden recoger esa melaza e incorporarla a la composición de la miel.
daños: 
dañan una gran variedad de plantas hospederas al succionar los jugos de las hojas y los tallos, causando decoloración, hojas maltratadas, amarillentas y crecimiento atrofiado

## Ciclo biológico
La mayoría de las especies de áfidos se reproducen tanto sexual como asexualmente, con varias generaciones partenogenéticas alternando con períodos de reproducción sexual. Esto es conocido como partenogénesis cíclica; en zonas templadas, la reproducción sexual ocurre en otoño y resulta en la producción de huevos que pasan el invierno, los que a su vez emergen la primavera siguiente para iniciar otro ciclo. Sin embargo, hay muchas variaciones de esto.
Muchas especies no hibernan como huevos, sino como ninfas o adultos y otras lo hacen como huevos además de otros estadios (ver Williams and Dixon 2007). Los individuos partenogenéticos tienen períodos de desarrollo muy cortos y extraordinaria capacidad de rápido aumento de la población (de Réaumur 1737; Huxley 1858; Kindlmann and Dixon 1989; Dixon 1992). Así, los áfidos presentan una dinámica anual compleja y de rápidos cambios, cada clon pasa por varias generaciones durante la estación y está compuesto de numerosos individuos que se pueden desparramar ampliamente. La supervivencia de los huevos y de la generación hibernante determina el número de áfidos presentes en la primavera siguiente.
La dinámica anual está determinada principalmente por los cambios estacionales y por la calidad de las especies huéspedes. Los pulgones prosperan cuando los aminoácidos son traslocados en la planta por el floema. En la primavera las hojas crecen e importan aminoácidos por el floema; en verano las hojas están maduras y exportan principalmente azúcares. En otoño las hojas envejecen y exportan aminoácidos y otros nutrientes. Por lo tanto, en árboles las hojas son más provechosas para los áfidos en la primavera y el otoño. Este ciclo anual en el que hay dos períodos en los que el huésped es favorable para los pulgones, alternando con un período menos favorable está bien documentado en áfidos de los árboles. Esto ayuda mucho en la comprensión de su dinámica de poblaciones lo cual es importante para el control de infestaciones de pulgones.
Además de los movimientos a plantas cercanas ya descritos, algunas especies realizan migraciones de larga distancia ayudados por los vientos estacionales, por ejemplo especies de pulgones de los cereales (Schizaphis graminum). Estos son movimientos anuales. El insecto se eleva a una altura considerable donde los vientos pueden transportarlo gran distancias. Tales vuelos tienen lugar en otoño en una dirección y en primavera en la dirección opuesta.

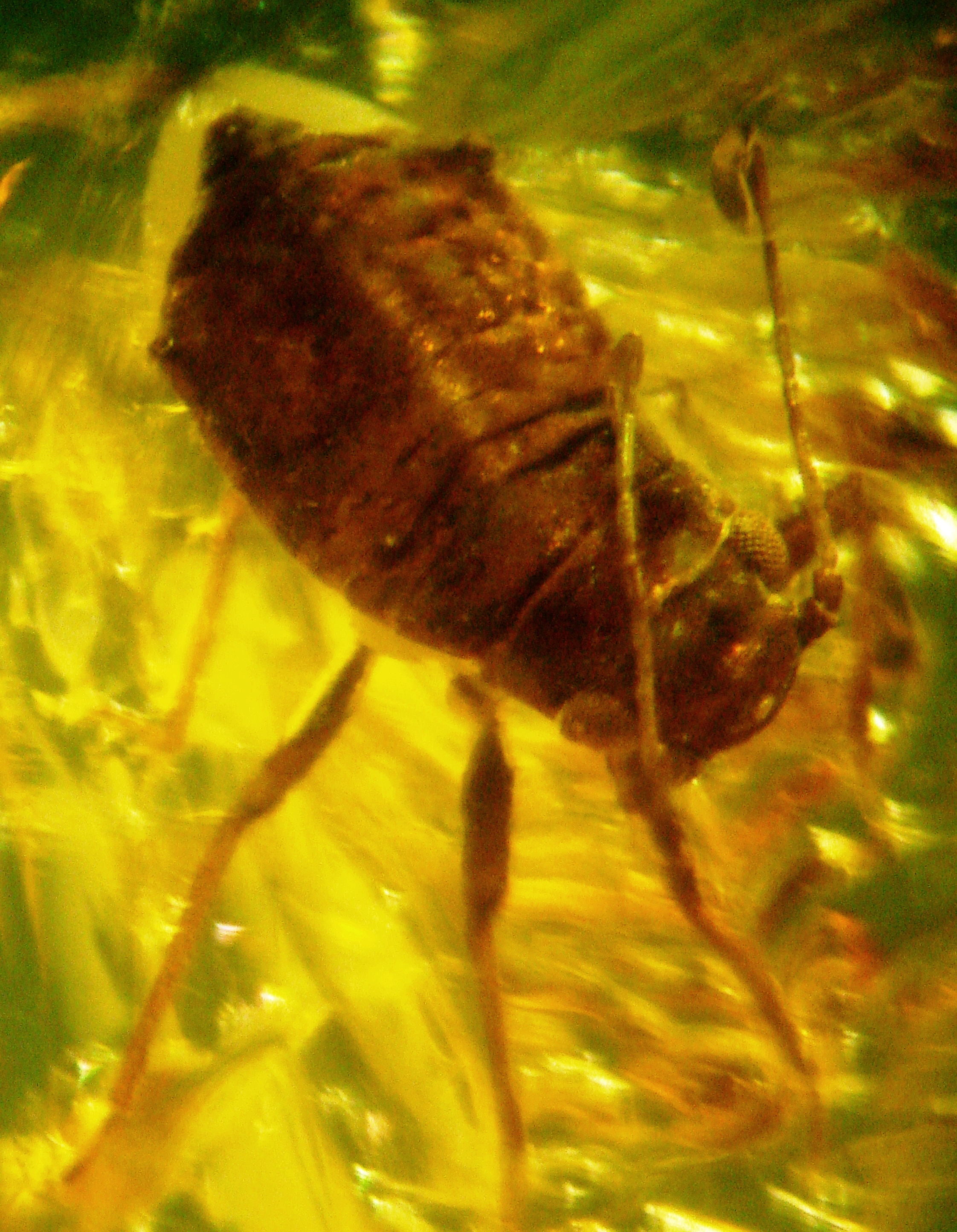
Áfido en ámbar báltico

## Evolución
Los áfidos se originaron en el Cretácico tardío, alrededor de 100 millones de años. La subfamilia Aphidinae, con aproximadamente la mitad de las 4700 especies descritas, viene de una radiación más reciente que ocurrió en el Terciario, menos de 10 millones de años atrás.

## Sistemática
Hay controversia en cuanto a la clasificación de la familia Aphididae, las clasificaciones más conservadoras cuentan con hasta 24 subfamilia dentro de una sola familia; otras elevan a algunas subfamilias (hasta nueve) al rango de familias dentro de Aphidoidea, además de Aphididae.

## Entomología aplicada
Los áfidos tienen gran importancia ecológica y agronómica. Muchos constituyen plagas que comprometen el valor de los cultivos, y de estos, algunos son también vectores de virus que atacan a sus plantas hospedadoras.